# Underton (musik)
En underton är en musikteoretisk term. I en del musikteoretiska arbeten har det antagits att på samma sätt som en grundton har övertoner, skulle den också ha undertoner. Medan det finns flera praktiska sätt att frambringa och mäta övertonerna hos verkliga instrument, är det mycket svårt att frambringa undertoner. Undertoner är därför inte allmänt accepterade som ett fysikaliskt fenomen, utan kvarstår som en teoretiskt koncept. 
Följden av undertoner kan ses som en inversion av följden av övertoner. 
Om grundtonen har frekvensen {\displaystyle f_{0}}, kan frekvensen för den n:te deltonen i serien av övertoner, {\displaystyle f_{n}} bestämmas genom {\displaystyle f_{n}=f_{0}\times n}
Frekvensen för den n:te deltonen i serien av undertonen ges istället av {\displaystyle f_{n}=f_{0}\left({\frac {1}{n}}\right)}
Resultatet blir följande: Tvåstrukna c (c2) har c2, c1, f, c, Ass, F, D, C (etc.) som 1:a, 2:a, 3:e, 4:e, 5:e, 6:e, 7:e, 8:e (etc.) delton. Om man slår an dessa samtidigt blir tvåstrukna c enligt teorin accentuerad. Detta ackord brukar traditionellt kallas för f-moll (med tillagd sext). Enligt teorin om undertoner borde grundtonen dock vara c. Att kalla ackordet c-moll skulle emellertid bli svårt, eftersom man under så stor del av musikhistorien har kallat ackordet för f-moll, och dessutom sett f som grundton.
En tillämpning kan vara att den plagala kadensen "C-dur / f-moll / C-dur" skulle kunna förklaras som en växling mellan grundtonen c:s övertoner / undertoner / övertoner.
En svensk företrädare för teorin är Sven E. Svensson, som skrivit en harmonilära där detta framgår.